# Irradiació dels aliments
La irradiació dels aliments és el procés d'exposar un aliment a la radiació ionitzant per tal de destruir els microorganismes, bacteris, virus, o insectes que puguin estar-hi presents. Altres aplicacions inclouen la inhibició de la germinació, el retard en madurar, l'increment del rendiment de suc, i la millora de la rehidratació. L'aliment irradiat no passa a ser radioactiu, però en alguns casos pot haver canvis químics subtils.
Irradiació és un terme més general per designar l'exposició de materials a la radiació per aconseguir un objectiu tècnic. Com a tal es fa servir en temes no alimentaris com aparells mèdics, plàstics, canonades per gasoductes, tubs per escalfar el terra de les cases, parts d'automòbil, aïllament de cables i fins i tot en joieria.
La irradiació dels aliments actua danyant l'ADN dels organismes objectiu més enllà de la seva capacitat de reparació de l'ADN. Els microorganismes ja no poden proliferar més i continuar les seves activitats malignes o patogèniques. Els insectes no sobreviuen o passen a ser incapaços de reproduir-se. Les plantes ja no poden continuar els seus processos naturals de madurar.
La densitat energètica per la transició atòmica de la radiació ionitzant és molt alta; pot trencar molècules i induir la ionització, la qual no s'aconsegueix per un mer escalfament. Aquesta és la raó per nous efectes i nous problemes. El tractament d'aliments sòlids per radiació ionitzant pot proporcionar un efecte similar al de la pasteurització dels líquids com la llet. L'ús del terme pasteurització freda per descriure els aliments irradiats és controvertit, ja que irradiació i pasteurització són processos fonamentalment diferents.
La irradiació d'aliments està permesa en 50 països del món i en ells el volum estimat d'aliments irradiats excedeix les 500.000 tones cada any. Aquest tipus de processament també és emprat en les metodologies de conservació dels aliments espacials.

## Processament dels aliments irradiats
Irradiant els aliments, depenent de la dosi, es maten alguns o tots els bacteris perjudicials i altres patògens. Això perllonga la vida útil de l'aliment en els casos que el factor limitant és el deteriorament per microbis. Alguns aliments com per exemple les plantes aromàtiques i les espècies són irradiats a dosis suficients (5 kilograys o més) per reduir la quantitat de microbis en diversos ordres de magnitud; i així aquests ingredients no aporten microorganismes perjudicials al producte final.
Les plagues d'insectes poden ser esterilitzades amb una dosi relativament baixa. Per això el Departament d'Agricultura dels Estats Units (USDA) ha aprovat l'ús de la irradiació amb dosis baixes com un tractament alternatiu al fet amb plaguicides en fruites i hortalisses. El U.S. Food and Drug Administration (FDA) ha permès altres aplicacions en carn d'hamburguesa per eliminar el risc de contaminació amb E. coli virulenta. La FAO de les nacions Unides aconsella incloure la irradiació en els programes fitosanitaris dels estats membres. L'Assemblea general de la International Atomic Energy Agency (IAEA) urgeix a usar més àmpliament la tecnologia de la irradiació.
La Unió Europea ha regulat el processar aliments per radiació ionitant en directives específiques des de l'any 1999; els informes i documents rellevants d'això són accessibles en línia.
Una directiva conté una "llista positiva" que permet la irradiació només en plantes aromàtiques, espècies i plantes per assaonar.
.

## Tecnologies
- Irradiació d'electrons que fa servir electrons accelerats en un camp magnètic a una velocitat propera a la velocitat de la llum. No penetren en els aliments més enllà d'unes poques polades.
- Radiació gamma és una radiació de fotons en la part gamma de l'espectre electromagnètic. La radiació s'obté amb radioisòtops que generalment és el cobalt-60. És el mètode preferit en la majoria dels casos perquè la penetració és més profunda.[12]
- Irradiació per raigs X, permet una penetració profunda com amb el cobalt-60 i la uniformitat de la dosi però requereix molta despesa energètica.

## Als Estats Units
Alguns supermercats dels Estats Units venen aliments irradiats que van des dels fruits tropicals frescos de Hawaii o Florida, espècies deshidratades, espinacs i productes carnis.

## Protecció del consumidor
La irradiació no està àmpliament adoptada dut a la percepció negativa que en té el públic, les preocupacions expressades per alguns grups de consumidors i la resistència de molts productors d'aliments.
Les etiquetes que han de portar els productes irradiats varien segons els països 